# 银川玉皇阁
38°27′53″N 106°17′03″E / 38.464820°N 106.284103°E
银川玉皇阁，位于宁夏回族自治区银川市兴庆区，前身为明朝建立的钟鼓楼，后曾一度荒废，清朝乾隆三年（1738年）时被改为玉皇阁。中华人民共和国成立后，玉皇阁的台基一度被刷满红漆。1963年和2013年，银川玉皇阁先后被列为宁夏回族自治区重点文物保护单位和全国重点文物保护单位。

## 历史
银川玉皇阁位于今银川市兴庆区解放东街与玉皇阁南北街交汇口处，其前身是明朝永乐年间修建的钟鼓楼，最初的建筑形制仅仅是一座土台，上方加盖有士兵居住和使用的平房，到弘治年间已经改建为砖土结构。在明朝正统年间，银川城曾有一次较大规模的扩建，西侧城墙向西扩大至元代时的旧城墙位置。在这次扩建之后，明朝初年修建的西城门因位于新城池的正中央，而被改为了新的钟鼓楼，而永乐年间修建的钟鼓楼则被称作旧鼓楼，在很长的时间内停止了原有的用途。万历二十年（1592年）时，新钟鼓楼毁于哱刘兵变的战火中，旧鼓楼重新启用。清朝乾隆三年（1738年）时，旧鼓楼在大地震中被震毁。在重建旧鼓楼时，因为其位置偏东，当地人就将其改建为了一座道观，也就是今天的玉皇阁。1926年，冯玉祥率领国民联军进驻银川时，就曾将联军主办的《中山日报》的编辑部安排在了银川玉皇阁内:67。

## 结构
玉皇阁是一组建筑在长方形台基上的重楼叠阁式建筑群，台基长37米，宽28.1米，高8米，内部主要结构为夯土，外部为清水墙体，用长条青砖砌筑，砖层厚50至70厘米不等。台体沿高度方向四面收分，收分率达25%。台基正中为南北向拱形门洞，洞宽4.6米，高5.2米，长28.1米。门额上方有石刻题字，南侧题字为“帝鉴”，北侧为“天洛”。门洞西北侧有一道小门，内有32级台阶，顺台阶可达台基顶部，台阶顶部另设一扇小门。
台基上中央是坐北向南的2层重檐歇山顶大殿，东西方向有7间，长19.6米，南北方向进深共4间，长13.5米，整座大殿高14米，大殿底层向南接出5间抱厦，这五间抱厦为歇山卷棚顶；抱厦明间向南又接出一间小抱厦，突出台体之外，为硬山顶；大殿底层向北接出一殿抱厦，共计3间，均为一卷硬山顶。大殿梁架第一层为进深四间前后双步廊用五柱，第二层为进深四间前后单步廊用五柱，中柱式四架梁对四架梁，大殿内西侧有通向第二层的木质楼梯。大殿南侧的抱厦为进深一间用六架梁，大殿北侧抱厦的梁架为进深一间用七架梁，卷棚的梁架则为进深一间用六架梁。
大殿两侧各有一座配殿，现存东配殿在二十世纪八十年代时由原三间硬山卷棚建筑改建成办公室用房，为硬山卷棚灰瓦顶，平面呈长方形，横向开3间，通面长约7.98米，纵向深为1间，长约3.24米，总高度为4米。梁架为进深一间用两柱至六架梁，上方承接四架梁和月梁。西配殿位于大殿西侧，形制为一殿一卷式，平面呈长方形，横向阔3间，总长约5.8米，前侧的卷棚进深一间，长2.73米，后殿也是进深一间，长4.52米，总高度为5.5米。前抱厦为进深一间用六架梁，上方承接四架梁和月梁，后殿为进深一间五架梁，上方承接三架梁。
台基的东西两侧对称各建有1座2层钟（鼓）楼，屋顶均为三重檐十字脊灰瓦顶，平面均为正方形，横向纵向均阔3间，长宽均为3.86米，总高度为9.48米。第一层的梁架为进深三间，前后双走廊，每条走廊立有4根柱子；第二层梁架为进深三间前后单走廊，立有3根柱子；第三层梁架为进深一间用两柱至平梁，上方承接十字脊。

## 保护
中华人民共和国成立后，银川玉皇阁的台基曾一度被红漆涂红。1963年，银川玉皇阁被宁夏回族自治区人民政府公布为自治区级第一批重点文物保护单位，其保护范围为以台体底部向东14.9米、向西13米、向南1米、向北60米，见者控制地带为保护范围外扩150米。2005年时，由于玉皇阁年久失修，加之台体出现下沉，梁架变形，河南省文物建筑保护设计研究中心和银川市文化广播局共同对玉皇阁进行了较为详细的勘测，并在勘测完成后制定了相关的维护计划，整体维护工程于2005年开始，至2006年10月正式结束，为此玉皇阁周边的树木全部被当地文物部门移栽，外侧的红漆也全部剥去，还原回原有的青砖造型。工程临近结束时，施工人员将一口高1.43米、口径1.1米，重达1.12吨的大铜钟和一面直径1.2米的牛皮鼓重新安置到玉皇阁大殿东西两侧的钟鼓楼上。
2012年，玉皇阁正式停止收取每人15元的门票费用。2013年，银川玉皇阁被列为全国重点文物保护单位，相关的标识碑于2014年落成。2015年，因玉皇阁内部展厅墙面污损、门窗被燕雀掏啄形成孔洞，展览所用的灯光线路均为明线，银川市文物管理处对玉皇阁进行了审慎修缮和科学施工，进行了孔洞石膏填补、缝隙网棉贴补、电路明线挖槽埋管、旧墙壁涂料清理、墙面打磨、喷涂乳胶漆等。整体工程于4月6日完成，4月中下旬时银川玉皇阁再次对外开放。